# (263613) Enol
Pour les articles homonymes, voir Enol (homonymie).
(263613) Enol est un astéroïde de la ceinture principale.

## Description
(263613) Enol est un astéroïde de la ceinture principale. Il fut découvert le 3 avril 2008 à La Cañada par Juan Lacruz. Il présente une orbite caractérisée par un demi-grand axe de 2,23 UA, une excentricité de 0,09 et une inclinaison de 3,1° par rapport à l'écliptique.

## Compléments